# Krithe angusta
Krithe angusta är en kräftdjursart som beskrevs av Brady och Norman 1889?. Krithe angusta ingår i släktet Krithe, och familjen Krithidae. Arten är reproducerande i Sverige.